# Großer Ochsenkopf
Der Große Ochsenkopf ist ein 1662 m ü. NHN hoher Berg in der Hörnergruppe der Allgäuer Alpen zwischen Weiherkopf und Riedberger Horn. Der Berg wird bis zum Gipfel von Rindern beweidet.
Nach Thaddäus Steiner hat der Berg seinen Namen von einer heute nicht mehr bekannten Ochsenweide.

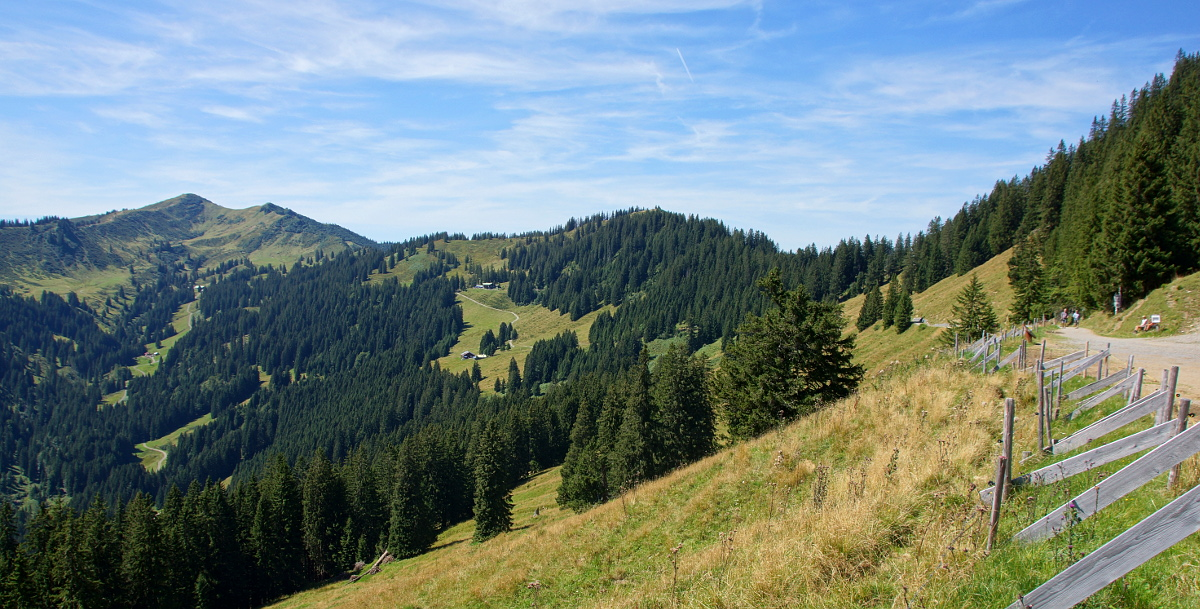
Riedberger Horn und Großer Ochsenkopf vom Bolsterlanger Horn
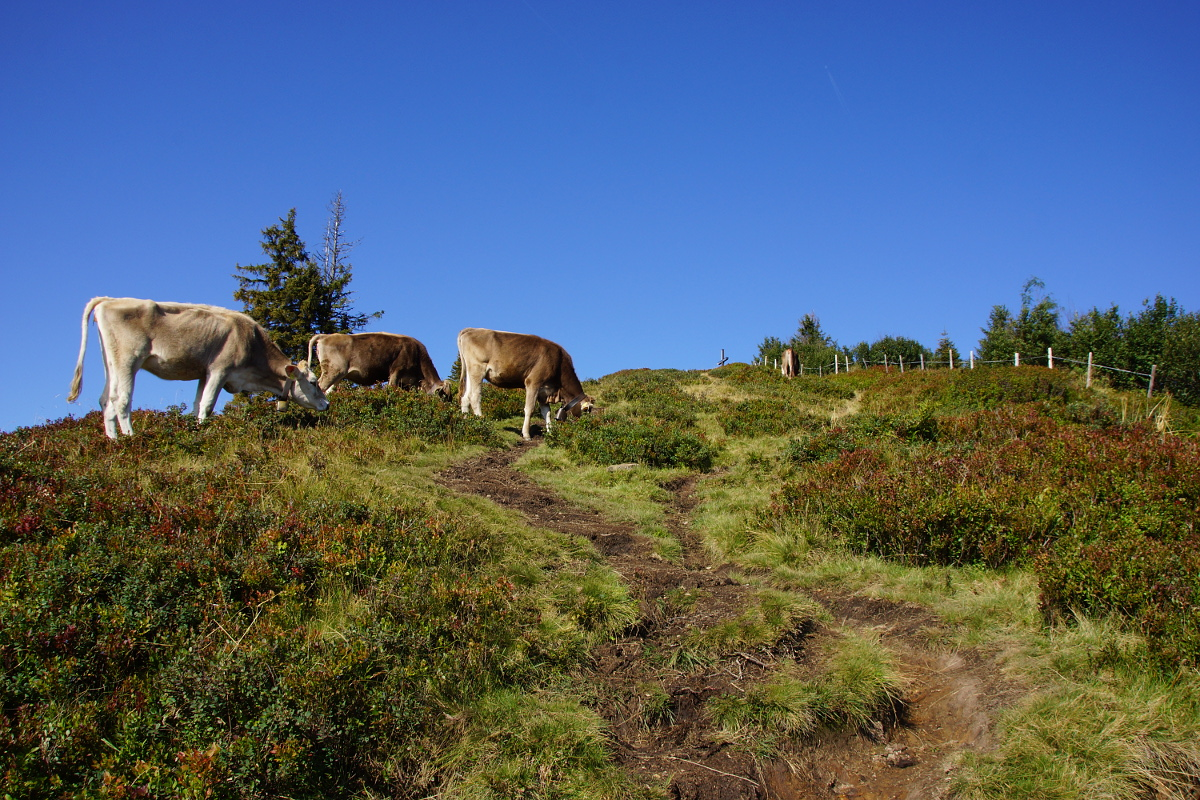
Auf dem Gipfel

## Besteigung
Ein unschwieriger Weg führt von der Bergstation der Hörnerbahn am Bolsterlanger Horn aus in einer Stunde auf den Gipfel. Nur für Geübte ist der Weg vom Riedberger Horn über den Grat. Der Weg südlich  unterhalb Grates dagegen ist ebenfalls unschwierig.